# Sheldon e Eleanor Glueck (Casal Glueck)
Sheldon Glueck (1896 - 1980) e Eleanor Touroff Glueck (1898 – 1972), ambos criminólogos e pesquisadores de Harvard Law School, casaram-se e se dedicaram à realização de pesquisas criminológicas, destacando a delinquência juvenil e a criminalidade adulta. Sua fama se deve, principalmente, ao modelo de “tabelas de previsão social” desenvolvido com o intuito de prever a probabilidade de se ocorrer, nos jovens, o comportamento delinquente.

## Biografia

### Sheldon Glueck
Sheldon Glueck, nasceu em 15 de agosto de 1896. Apesar de ter vivido a maior parte de sua vida nos Estados Unidos, é natural de Varsóvia, Polônia. Sua mudança ocorreu quando seu pai, Charles Glueck, dono de uma loja de aço, se viu à beira da falência e, como alternativa, mudou-se com sua esposa, Anna Steinhardt (mãe de Sheldon Glueck), para Milwaukee, Wisconsin em 1903.
Sua vida acadêmica começou na Universidade de Georgetown. Estudante de Direito, trabalhava durante o período da manhã para o Departamento de Agricultura dos Estados Unidos. Durante a Primeira Guerra Mundial teve que parar seus estudos por dois anos para servir na “Rainbow Division” da Força Expedicionária dos Aliados na França. Nessa oportunidade, serviu como tradutor no posto de sargento. Ao voltar da Guerra, foi transferido para a George Washington University, formando-se em 1920. Foi neste mesmo ano que Sheldon Glueck tornou-se também mestre em Direito pela Faculdade de Direito da Universidade Nacional e naturalizou-se norte americano.
A princípio tinha a ideia de seguir praticando direito, porém teve uma mudança em seus planos ao conhecer Eleanor Touroff, com quem viria a se casar em abril de 1922. Ela estudava com o irmão de Sheldon, Berbard Glueck, um conhecido psiquiatra criminal que sempre influenciou a carreira do irmão. Após conhecer Eleanor, ambos seguiram para Boston, uma vez que ela conseguira um emprego de assistente social. Da união deles, nasceu Anitra Joyce em 1924, um poeta que faleceu precocemente em 1956.
Surpreendentemente, Sheldon não foi classificado para entrar no programa de doutorado de direito da Universidade de Harvard, matriculando-se então no Departamento de Ética Social, terminando em 1924. No ano seguinte, sua tese foi publicada com o título Mental Disorder and the Criminal Law, um estudo que se baseava na Psiquiatria, no Direito e na Sociologia. Foi neste momento que Glueck iniciou sua vida acadêmica em Harvard, permanecendo ali o resto de sua vida. Em 1925 foi instrutor do Departamento de Ética Social até se transferir para a Escola de Direito como professor assistente em 1929. Três anos depois, em 1932 tornou-se professor titular, atingindo o ápice em 1963 ao se tornar professor emérito.
Curioso perceber que o autor possuía outros interesses além da delinquência juvenil. Glueck também tinha muita afeição ao tema dos crimes de guerra. Durante e após a Segunda Guerra, o autor escreveu sobre o julgamento futuro e a punição dos criminosos de guerra. Sobre esse tema, dois de seus livros merecem destaque: “Guerra Criminosos: Seu julgamento e punição” de 1944 e “O Julgamento de Nuremberg e Guerra Agressivo” de 1946. A primeira dessas obras destacadas pode ser considerada a origem do Tribunal de Nuremberg e do futuro Tribunal Penal Internacional. Com essa mesma perspectiva, o criminólogo espanhol Mariano Ruiz Funes, natural de Múrcia, escreveu Criminologia de Guerra. Sem dúvida, é inegável que o pensamento que estes autores apresentavam foi co-responsável pelo genocídio julgado nesses tribunais. Além disso, Sheldon foi membro da Comissão de Criminosos de Guerra da Liga das nações e atuou como consultor de Justiça de Robert H. Jackson, Conselheiro Americano Chefe nos julgamentos de Nuremberg.
Outro ponto curioso era o fato de Sheldon Glueck ser membro da Academia Americana de Artes e Ciências e da Academia Internacional de Direito e Ciência. Foi vice-presidente da American Society of Criminology. No ano de 1961 recebeu o prêmio Isaac Ray da Associação Psiquiátrica Americana.
Faleceu nos Estados Unidos, onde viveu grande parte de sua vida, em Cambridge, Massachusetts, em 10 de março de 1980.

### Eleanor Touroff Glueck
Eleanor Glueck nasceu em 12 de abril de 1898 no Brooklyn, Nova Iorque, Estados Unidos. Apesar de americana, era filha única do russo Bernard Leo e da polonesa Anna Wodzislawska. Em 1916 formou-se na Hunter College High School e quatro anos depois terminou a Bernard College. Depois disso, foi para a Escola de Trabalho Social de Nova Iorque, onde teve a oportunidade de conhecer e estudar com Bernard Glueck, irmão de Sheldon, psicólogo e psiquiatra da penitenciária de Sing Sing em Ossining, Nova Iorque, especializado em trabalho social e criminologia. Foi Bernard que conseguiu para ela o cargo de chefe assistente social no Centro Comunitário de Dorchester (Boston) e apresentou seu irmão, o já citado Sheldon Eleanor, com quem Eleanor viria a se casar em 16 de abril de 1922.
Foi nessa mesma ocasião que ela iniciou seus estudos de pós-graduação na Graduate School of Education of Harvard. Terminou seu mestrado em 1923 e o doutorado dois anos depois. No período de 1929 a 1953 foi assistente de pesquisa e entre 1953 e 1972 foi pesquisadora associada do Projeto de Pesquisa da Harvard Law School sobre as causas, tratamentos e prevenção da delinquência juvenil. Nesse período, a começar em 1966 e até seu falecimento, foi co-diretora do projeto com seu marido.
Em 1947, a United Prison Association of Massachusetts deu a ela o prêmio Parsons Memorial Award. Curioso ressaltar que apesar de nunca ter recebido a nomeação de titular de Harvard, tanto ela quanto o marido foram premiados como Doutores da Ciência (Sc.D.) honorários da faculdade em 1958. Dois anos depois foi eleita membro da Academia Americana de Artes e Ciências. Em 1969 recebeu o Distinguihed Alumni da Barnard College. Nessa ocasião, tornou-se membro da Sociedade Internacional de Criminologistas e da Associação Americana para Avanço da Ciência.
Faleceu de maneira trágica em 25 de setembro de 1972, vítima de afogamento na banheira de sua casa em Cambridge, nos Estados Unidos.

## Pensamento e pesquisa criminológica
Como casal, dedicaram suas vidas à realização de pesquisas. Foi na Harvard Law School que lhes foi dada a oportunidade de trabalharem juntos, onde iniciaram e desenvolveram seus estudos e experiências sobre a criminologia, trabalhos que duraram aproximadamente 50 anos, principalmente do que tange à delinquência juvenil e à criminalidade adulta.
Sheldon e Eleanor inovaram ao utilizar estudos de acompanhamento como parte do tratamento médico que era fornecido aos criminosos condenados a cumprir penas em reformatórios. O intuito desses estudos era analisar a etiologia, os padrões, o desenvolvimento e a evolução das “carreiras criminosas”. O método consistia em colher de forma minuciosa os dados, observando um grupo acompanhado frequentemente e de forma periódica, para que fossem testados os resultados obtidos. Devido a seus estudos complexos e detalhados escreveram em torno de doze livros e trinta mil itens de trabalho, dentre artigo e afins.
Na retrospectiva do casal, impossível não citar a obra 500 Criminal Careers de 1930, um estudo que tratava sobre a reincidência de mais de quinhentos ex-internos do Reformatório de Massachusetts entre os anos de 1911 e 1922. Estes eram acompanhados a partir do quinto ano após a conclusão da liberdade condicional. Nessa mesma linha, lançaram mais dois livros: Criminal Carrer em 1937 e Criminal Carrers in Retrospect em 1943. Foi em 1934 que lançaram Five Hundred Delinquent Women, um estudo realizado com as mulheres presas no Reformatório de Mulheres em Framingham, Massachusetts. Ainda nesse ano lançaram outra obra: One Thousand Juvenile Delinquents, uma avaliação do Tribunal de Menores de Boston para a Fundação Baker Guidance Center. Contudo, tal estudo não fora finalizado, prosseguindo com Juvenile Delinquents Grown Up, de 1940, que promoveu a aproximação entre o já citado Tribunal de Menores e agências sociais. Tal estudo foi de grande importância, haja vista que revelou a persistência de elevados níveis da atividade criminal.
Apesar de todas as obras e feitos já destacados, foi em 1959 que o casal lançou sua obra mais polêmica e conhecida, Predecting Delinquency and Crime, garantindo ao casal Glueck um espaço importante no cenário da criminologia. Tal estudo foi iniciado quase vinte anos antes, em 1940, sendo analisados quinhentos delinquentes e quinhentos não-delinquentes de locais desfavorecidos de Boston. Todos esses meninos foram reavaliados depois, ao completar dezessete, vinte e cinco e trinta e um anos. Com ajuda de uma equipe de antropólogos, físicos, psicólogos, estatísticos, investigadores sociais e psiquiatras, foram analisados os seguintes parâmetros: etnia, inteligência e residência. Além dos garotos, também foram entrevistados colegas, professores e familiares. Os resultados foram surpreendentes, apontando fortemente para o papel crucial da família na formação ou prevenção da delinquência juvenil. Pontos como coesão familiar, afeto dos pais, supervisão e disciplina consistente eram a chave dessa questão. Foi deste estudo que resultaram as “Tabelas de Previsão Social”, nas quais o casal Glueck deu previsões da probabilidade de evidenciar a delinquência juvenil ainda quando os jovens tivessem seis anos de idade.
Outro ponto o qual merece destaque é o de que os Glueck foram os primeiros criminólogos a realizar estudos de jovens delinquentes crônicos. Foram eles também um dos pioneiros a examinar os efeitos da psicopatia entre os mais sérios delinquentes. Foi através de seus estudos que se mostrou que a psicopatia é vinte vezes mais comum entre adolescentes infratores.

### Contexto e Influências
O casal foi influenciado em suas investigações por alguns pensadores e pelo contexto social. Na época, a pesquisa com viés sociológico que colocava a criminalidade como um fenômeno social (determinista), entrava em conflito com a pesquisa sociológica de raiz positivista e psicológica, que foca nos problemas e causas individuais.
Os estudos do Casal Glueck, dessa forma, encontram-se na linha da Criminologia Etiológica individual. “Buscava-se detectar os criminosos e os homens com tendências criminosas por algum dado diferencial dos supostos normais na constituição do próprio corpo ou cérebro, de acordo com as idéias originárias de Lombroso. O positivismo de meados do século XX insistia em “testar” estas diferenças, com a melhora, em relação ao italiano, não apenas nas técnicas de medição dos prisioneiros, mas também mediante a elaboração de uma linguagem um tanto mais complicada que permitisse esconder o racismo grosseiro do século XIX” (ANITUA, 2008, p. 525).

### Crise e Legado
A crise dos Glueck encontra-se justamente em duas polêmicas nas quais suas ideias e seu método foram colocados em cheque. As noções positivistas clássicas e legitimadoras da seleção operada pelo sistema penal conflitaram diretamente com o que estabeleciam as ideias da nova onda sociológica, principalmente do que apresentava Sutherland. Edwin Sutherland foi um sociólogo norte-americano e um dos criminalistas mais influentes do século XX. Sua grande teoria foi a da associação diferencial, que ressalta que os padrões habituais de criminalidade surgiam a partir da associação com aqueles que cometem crimes. Ele acreditava que, de alguma maneira, o conflito e a desorganização social seriam as causas subjacentes ao crime porque determinavam os padrões de pessoas associadas.
A segunda polêmica diz respeito ao método e a praticidade da pesquisa. Apesar da fama, as “tabelas” do casal foram substituídas pelo método de Ernest Burgess, da Universidade de Chicago. Este era bem menos oneroso que o anterior e oferecia resultados muito semelhantes aos das tabelas. Burgess, dessa forma, desenvolveu uma ferramenta atuarial para verificação de critérios de justiça dentro da execução penal, possibilitando a mesma segurança científica por meio de um mecanismo muito mais simplificado do que aquele proposto pelo casal Glueck.
Mesmo após as criticas, o trabalho dos Glueck não deixou de ser reconhecido, sendo que em agosto de 1961 receberam conjuntamente o “Vollmer Award” da American Society of Criminology e medalhas de ouro tanto da Sociedade Alemã de Criminalística quando do Instituto de Criminologia e Antropologia da Universidade de Roma (1964).
Importante ressaltar que além de seus livros sobre a delinquência juvenil, ainda produziram obras relacionadas a crimes de guerra. Um exemplo é Criminosos de guerra: seu processo e seu castigo, de 1944, obra na qual colocaram ideias que podem ser tidas como a base do Tribunal de Nuremberg e do Tribunal Penal Internacional. Mais do que isso, podem ser considerados como precursoras do genocídio praticado nesses tribunais, na ideia de eliminação total de determinado grupo de pessoas. Importante lembrar que esse raciocínio foi desenvolvido em países europeus, adquirindo força considerável, principalmente considerando aqueles de governo totalitário como o nazifascista. Ernest Kretschmer (1888-1964), na Alemanha, criou uma tipologia de comportamentos baseada na constituição física distinta entre os “ciclotímicos” e os esquizotímicos. Essa classificação também teve importância considerável nas ideias dos criminólogos positivistas.

## Principais Obras
Duas obras de Sheldon e Eleanor Glueck possuem uma relevância ímpar na carreira do casal: Predecting Delinquency and Crime e 500 Criminal Careers. Outras obras como Physique and Delinquency e Unravelling Juvenile Delinquency igualmente são destaques.

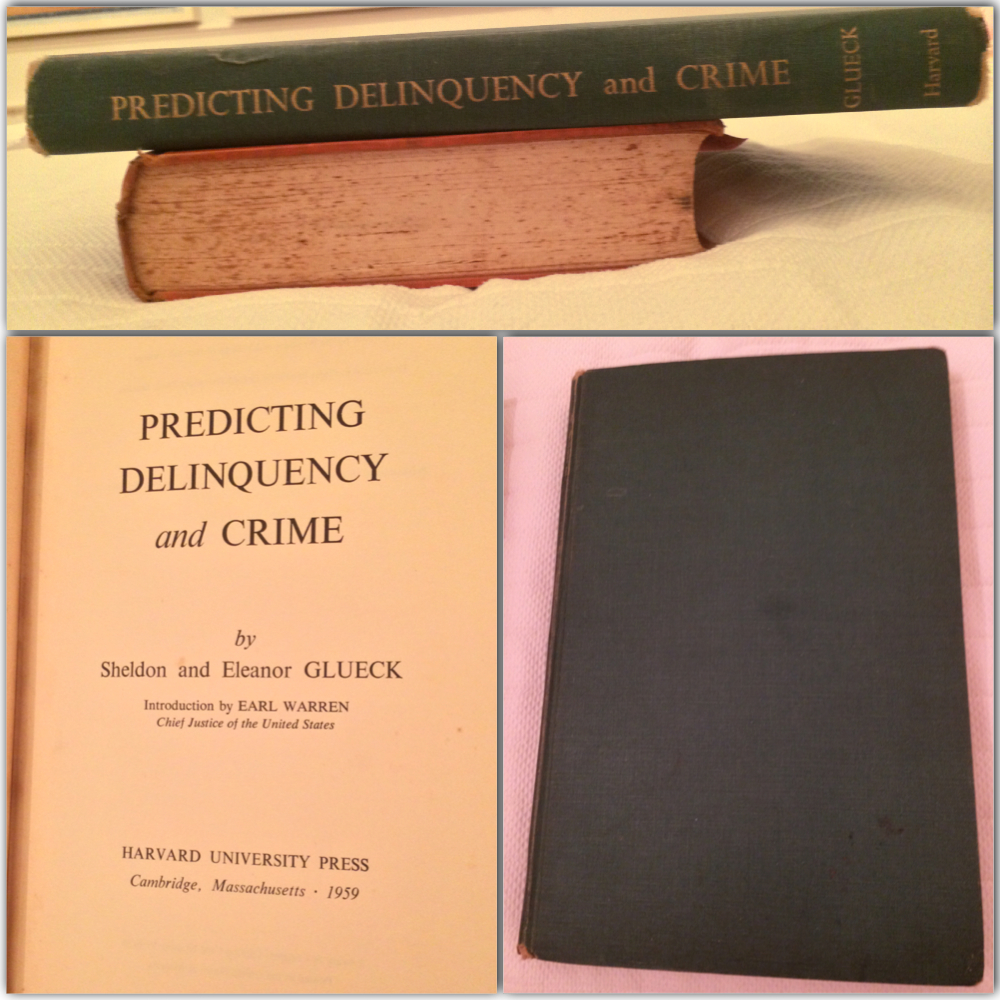

### Predicting Delinquency and Crime
Reconhecida e célebre obra do casal Glueck, em Predecting Delinquency and Crime há a indicação de concordância com o seguinte ponto teórico na Criminologia: para a eficiência de todo o sistema penal, depende-se de uma razoável previsibilidade do comportamento humano sob dadas circunstâncias. Conforme a introdução feita por Earl Warren à respectiva obra, Sheldon and Eleanor Glueck se dedicaram ao estudo do comportamento humano e de vidas criminosas, em um esforço para identificar os fatores que nos permitem prever um comportamento futuro por meio da análise de condutas passadas. No contexto de uma criminologia etiológica, eles acreditam que uma série desses fatores são identificáveis e que indicam de forma significativa a probabilidade de um criminoso ter novamente um comportamento delinquente em determinadas circunstâncias, trabalhando-se assim com uma noção de “potencial de delinquência”.
Predicting Delinquency and Crime estabelece um sistema de individualização da pena imposto ao réu pelo uso de uma série de "tabelas de previsão" as quais, com base em características e fatores definidos, visam à criação de um dispositivo útil para determinar o tipo de ação corretiva e terapêutica mais adequada para um réu particular, como representante de um tipo relativamente definido. Eles afirmam, com confiança, que tais "tabelas" ajudam a apontar o caminho para os procedimentos de condenação mais esclarecidos. Destarte, o casal Glueck constrói nessa linha uma sequência de instrumentos de prognóstico: "tabelas" baseadas em uma análise de resultados, fornecendo aos juízes ferramentas para individualizar de fato a sentença em termos de uma experiência objetivada, sistematizada e relevante. Isto é, por meio dos "instrumentos de previsão", o juiz pode ter acesso a dados pertinentemente organizados, tendo em vista uma individualização do criminoso, conseguindo-se discriminar em várias alternativas as possíveis decisões a serem tomadas pelo juiz e dar reais condições para que ele escolha a mais adequada ao réu in concreto.
Os autores aferem a necessidade da individualização da pena, determinando o tipo de sentença apropriada para as necessidades de cada delinquente, almejando-se um sistema com eficiência adequada. Para isso, diferenciam-se os criminosos levando em conta relevantes aspectos de personalidade, caráter, nível socioeconômico, motivações do crime e potencialidades especiais para a ressocialização ou a reincidência, e, em seguida, determinam-se as medidas punitivas, corretivas, educativas e médicas melhor adaptadas à solução dos problemas específicos daquele ofensor em particular, de tal forma que suas chances de cometer mais crimes sejam reduzidas, se não eliminadas.

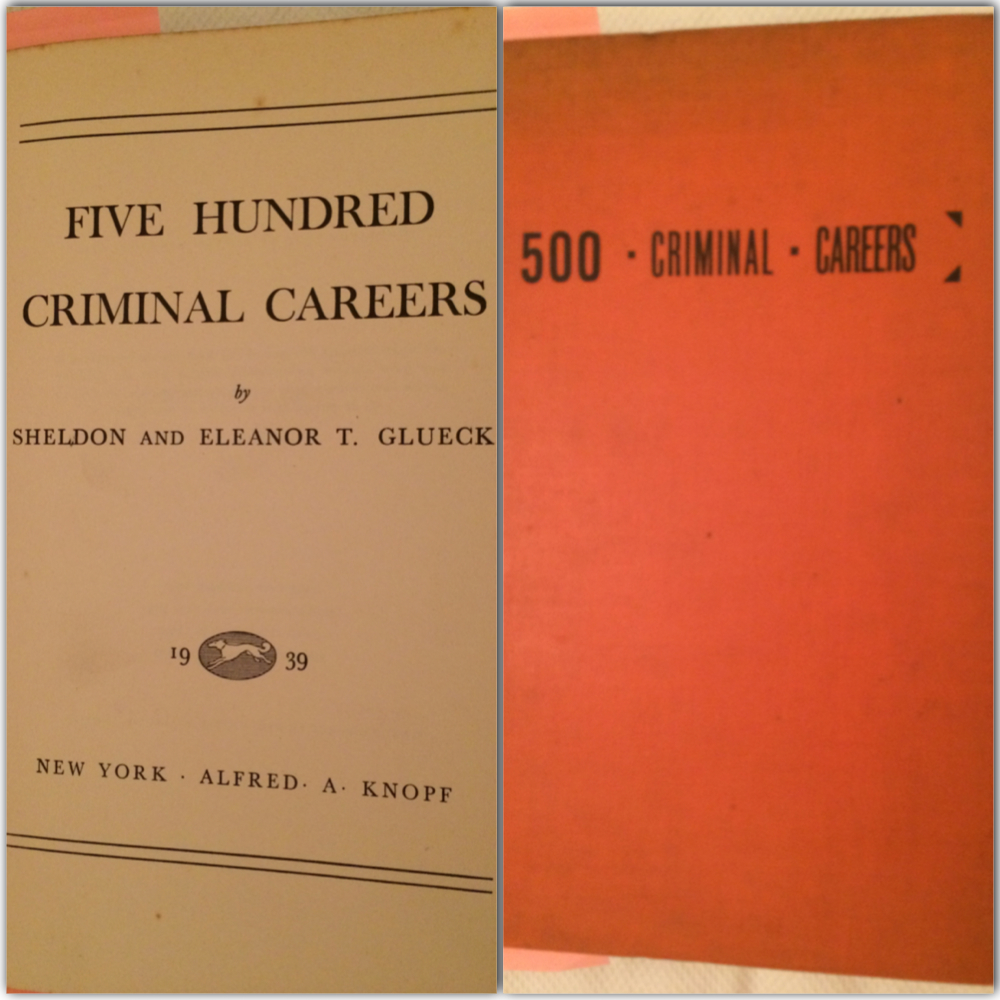

### 500 Criminal Careers
Por sua vez, com a obra 500 Criminal Careers, o casal Glueck demonstra a inefetividade da instituição penal-corretiva americana conhecida como Reformatório (“reformatory system”). Após analisar 510 ex-detentos, os Glueck provaram que o reformatório falhou em 80% dos casos estudados, nos quais constatou-se uma volta à criminalidade. A veracidade da pesquisa deve-se, principalmente, ao cuidado de Sheldon e Eleanor Glueck, além da sabedoria e dos reforços de Samuel C. Lawrence. Lawrence se responsabilizou pelas entrevistas com o grupo amostral escolhido, sem lhes trazer problemas para suas famílias, seus empregos ou vizinhanças.
A primeira instituição aberta nesses moldes nos Estados Unidos foi o Reformatório juvenil de Randall`s Island, Nova York, em 1825, sendo logo seguido pelo de Massachusetts, em Boston. Seus fundadores alegavam que os delinquentes tinham a possibilidade de se tornarem parte da comunidade de “homens do bem”, mas que para tanto precisavam de motivação e poder para alcançar tal meta e manterem-se no caminho do certo. Essas primeiras instituições deram origem ao movimento das instituições especiais de correção educativa (“correctional-educational institutions”) para jovens delinquentes nos Estados Unidos. A ideia geral era a de que a disciplina na prisão deveria ser uma cura, não uma punição.
Sheldon e Eleanor, ao constatarem imprecisões entre os resultados de efetividade mostrados pelos organizadores do sistema e a realidade, buscaram responder algumas perguntas fundamentais como: O que acontece com antigos prisioneiros? Qual porcentagem destes se tornam cidadão ressocializados? Quantos deles retornam a uma vida de crimes ou não? Qual o efeito do sistema prisional sobre o caráter e aparência dos prisioneiros? Será a prisão um efetivo modo de dissuasão do crime? Como, sobre o aspecto institucional penal, se pode melhorar os métodos de tratamento penal? Milhares de dados criminológicos já haviam sido produzidos para tentar responder tais indagações, mas nenhum com a precisão desta obra. Foram acompanhados, a partir de 1926 e 1927, 510 ex-detentos que haviam tido sua pena cumprida em 1921 e 1922. Essa margem de 5 anos foi fundamental para permitir a real identificação de qualquer mudança de comportamento dos “reformados”. A pesquisa começou com uma longa e cuidadosa analise de dossiês e registros guardados no Departamento de Correção de Massachusetts. Em seguida, foi feita uma análise criteriosa do conteúdo de cada caso registrado para se contabilizar toda a informação adquirida e garantir a veracidade, uma vez que muito do que ali estava registrado era apenas parte da história contada pelos detentos ao entrar no reformatório, sem nenhuma coincidência com a realidade. Foram feitas fichas que continham (i) a história do prisioneiro antes da condenação; (ii) como o prisioneiro se encontrava na época da prisão; (iii) a história de cada prisioneiro dentro do reformatório; (iv) a história pós reformatório:
A ficha foi de extrema utilidade para o acompanhamento da pesquisa, pois continha: o nome, o apelido, o número do reformatório, endereço no tempo da condenação, a data da sentença, a complexidade do prisioneiro, a cor de seus olhos, sua altura, cor de seus cabelos, data e local de nascimento, religião, nome e endereço de familiares, irmãos e amigos, qual escola o prisioneiro frequentou, sua várias residências, seu último endereço registrado (normalmente da época do fim da pena) e seu último emprego registrado. Todos esses fatos eram verificados e complementados em caso de alguma alteração. Depois de toda a aquisição dos dados, era feita uma edição para checar e confirmar as informações e corrigir alguma contradição. As informações de histórico criminal, histórico industrial, histórico familiar e outros fatores fornecidos pelos agressores eram comparadas com os dados oficiais, para mais um outro registro de dados como ilustra o quadro abaixo:
A parte da pesquisa “de campo” foi realizada principalmente por Mr. Samuel C. Lawrence. Todo material do caso era lido e complementado por anotações a fim de provar a necessidade da entrevista. O propósito era sempre explicado aos ex-detentos e todo cuidado era tomado para não influenciar negativamente na vida pós-reformatório. Após esta parte, todos os dados de cada caso eram lidos novamente para se detectar qualquer tipo de “dica” contida dentro dos registros.
No final de seus estudos, o casal Glueck pôde perceber que a delinquência estava muito relacionada com a falta de estrutura familiar, ligada à irresponsabilidade dos pais ou ao envolvimento de membros com o crime, as drogas ou más companhias. Além disso, a criminalidade detinha relação com hábitos próprios considerados ruins, ou até mesmo hábitos dos pais ou irmãos, bem como a falta de educação, de técnica industrial, tanto quanto o desemprego, a pobreza, problemas mentais e dependências ou qualquer deficiência estrutural nesse sentido. Fica claro na obra que deve-se buscar evitar a formação de novos delinquentes, melhorando os problemas relacionados com a criminalidade. 

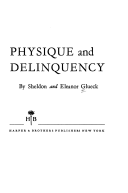

### Physique and Delinquency
Outra obra do Casal Glueck com grande relevância, especialmente no ponto de método é Physique and Delinquency, que parte da pesquisa feita em Unravelling Juvenile Delinquency. O trabalho visa a inter-correlacionar traços de personalidade ("traits of personality") e de caráter e fatores socioculturais (relacionados à casa e à vida familiar) com tipos físicos, tentando encontrar padrões que diferenciem “delinquentes” de “não-delinquentes” a partir de “evidências de desajuste.” A suposta conexão entre físico e delinquência é entendida pelos autores como um fator dentre muitos, uma peça em um grande quebra-cabeças. O casal nega uma visão lombrosiana de que o criminoso seria uma espécie hereditária, assumindo-se que o físico é apenas um fator relevante, não se defendendo nem que seja ele o mais importante.
Fica clara a vontade de entender a conexão de físico e criminalidade a partir das quatro perguntas cujas respostas o casal coloca como fim da pesquisa: (i) dos traços que distinguem delinquentes em massa, quais definem delinquência em somatótipos específicos?; (ii) dos traços que não distinguem delinquentes em massa, quais definem delinquência em somatótipos específicos?; (iii) quais traços variam significativamente em não-delinquentes ao ponto de serem entendidos como pedaços da constituição, e quais conjuntos de traços se encontram em cada somatótipo independentemente da delinquência?; (iv) dos fatores socioculturais, quais tem influência variável entre cada somatótipo na definição da delinquência?.
O livro Unraveling Juvenile Delinquency rendeu mais de quatrocentos traços e fatores os quais, integrados, demonstram padrões mistos de biologia e influências sociais, lidando com questões físicas, temperamentais, de atitude, psicológicas e socioculturais, todas ao mesmo tempo.Tal trabalho lidou com dois grandes grupos: delinquentes e não-delinquentes. Já Physique and Delinquency busca recortar os dados a fim de obter mais precisão em dados e mais eficiência em programas de prevenção e tratamento, dividindo ambos os grupos em sub-grupos a partir de um critério de tipos físicos (somatótipos).
Os quatro tipos foram definidos a partir do trabalho de William H. Sheldon e se diferenciam no seguinte sentido: endomorfos são característicos por formas redondas, havendo predomínio de vísceras, ou seja, da endoderme; mesomorfos tem predomínio de músculos, ossos e tecido conjuntivo, ou seja, da mesoderme; ectomorfos tem como característica a fragilidade e a linearidade, sendo o tecido predominante o da ectoderme, a pele; os mistos são tipos onde não há predomínio de nenhuma dessas características.
A “delinquência”, como entendida pelo casal, seria fruto da influência tanto dos somatótipos como dos traços de personalidade e dos fatores socioculturais. A origem dos somatótipos é diferente da dos traços de personalidade. Os primeiros são entendidos normalmente como herança genética, mas o casal, a partir da definição de W. H. Sheldon de constituição ("constitution", normalmente entendido como algo fixo e hereditário), compreende como normal a mudança da constituição como fatores físicos, psicológicos, endócrinos, etc., embora seja ela mais fixa, sendo ela sim fortemente determinada pela genética, mesmo que não se saiba ao certo tudo que a influencia. Em se tratando dos somatótipos, entende o casal que sua formação é influenciada pela genética de maneira direta, existindo ainda espaço para ser influenciada por outros fatores do ambiente.
Os traços de personalidade, por outro lado, não tem um padrão de origem. Existem os firmemente definidos por genes e os firmemente definidos por questões socioculturais, ainda que se entenda que sempre haja influência de ambos fatores e que os definidos predominantemente por questões sociais também surjam de complexas formações genéticas. Alguns traços, por contarem com variação considerável em somatótipos não-delinquentes, foram percebidos como característicos de determinados somatótipos, sendo eles conectados à constituição.
Dos 400 fatores e traços de personalidade, o casal excluiu aqueles que não seriam essenciais ou que não seriam passíveis do estudo. Exemplos de excluídos são aqueles muito longínquos para influenciar (exemplo: circunstâncias econômicas) e os que não poderiam estabelecer nexo causal, como os decorrentes da delinquência e não causadores dela (exemplo: associação a gangues). Ao todo,109 traços e fatores foram estudados, 67 traços de personalidade e 42 fatores socioculturais (fatores contextuais do ambiente). O casal entende tal rol de fatores como exemplificativo, como indício do que se pode encontrar de fatores e traços, sendo a análise incompleta e os padrões apenas fragmentos sugestivos de unidades maiores.
O método de análise dos dados coletados se forma a partir de uma tabela padrão, que foi montada pelo casal para cada um dos 109 traços estudados.Tal tabela relaciona a incidência de cada padrão entre “delinquentes” e “não-delinquentes”, entre “delinquentes” de cada somatótipo, entre “não-delinquentes” de cada somatótipo e entre “delinquentes” e “não-delinquentes” de cada somatótipo. A divisão horizontal fornece comparação entre “delinquentes” e “grupo de controle” (“não-delinquentes”) por total e por cada um dos somatótipos, além de mostrar a diferença percentual entre cada grupo. A divisão vertical mostra comparação entre total e diferentes somatótipos para “delinquentes” e “não-delinquentes”, especificamente. Em outras palavras, a dimensão horizontal visa a analisar a associação de um traço com delinquência em somatótipos, enquanto a dimensão vertical mostra se um traço é caracteristicamente da constituição.

#### Padrão de análise da tabela
O casal expõe a necessidade de precisar quatro aspectos em cada análise: (a) significado da diferença de incidência no total de delinquentes e não-delinquentes, para ter-se padrão de comparação em cada somatótipo; (b) significado da diferença entre delinquentes e não-delinquentes em cada somatótipo em comparação à diferença de (a), para determinar-se se um fator tem mais ou menos influência na delinquência de um somatótipo específico; (c), significado de qualquer variação de incidência de um fator entre os somatótipos de delinquentes, para entender o papel do tipo físico na estrutura da “indução à delinquência”; (d) significado de qualquer variação de incidência de um fator entre os somatótipos de não-delinquentes, para entender o fator em relação à questão da constituição.
O método de análise: (a) é examinado na linha 1, (b) é examinado nas linhas 2, 3, 4, 5 e na coluna 3, (c) é analisado na coluna 1 de cada tabela e em seu índex de variação e (d) na coluna 2 e seu índex de variação, porém cada tabela deve ser entendida como um todo informacional.
Por fim, é importante ressaltar que o casal se mostra eticamente científico e busca, além de racionalizar resultados e análises, deixar claro como os faz e como trata suas pretensões. Sheldon e Eleanor, por exemplo, fazem questão de diferenciar associação e causa, deixando claras algumas dificuldades do trabalho. Entendem que associação é encontrada estatisticamente e tem de mostrar base empírica ou racional, enquanto a causa tem de ter sequência temporal: A causa B quando B vem depois e por conta de A. Dificuldade no estudo se encontra por co-influência de fatores e por influência recíproca, sendo um processo complexo de inter-estímulo e inter-resposta. Autores afirmam que ordinariamente só se pode provar que relação não é por acaso, mas acham que conseguem provar causa, ainda que não consigam definir peso de cada fator na determinação de delinquência. “Assim como a morte, ainda que seja sempre o mesmo evento terminal, é não obstante o resultado de uma variedade de sequências de influência predecessoras, assim é o produto final da delinquência persistente, ou um traço de personalidade ou caráter, podendo ter em seu fundo etiológico uma variedade de diferentes sequências levando ao mesmo resultado final.” (tradução livre, original: “Just as death, although always the same terminal event, is nontheless the result of a variety of preceding sequences of influence, so the end product of persistent delinquency, or some trait of personality or character, may have in its etiologic background a variety of different sequences leading to the same ultimate result.”).
Também deixam claro os autores que não trabalham com casos específicos e não defendem que seus resultados mostram uma “relação 100%” entre causa e efeito, mas afirmam haver alta probabilidade de relação, entendendo seus achados como hipóteses dignas de mais intensa e extensa pesquisa e exploração, trabalhando-se com mais casos e plurais situações a fim de chegar a conclusões finais.